# Orneau
L'Orneau, autrefois appelé Ornoz, est une rivière de Belgique, affluent de la Sambre et donc sous-affluent de la Meuse. La rivière coule du nord au sud, en province de Namur, et après un parcours de quelque 25 kilomètres, se jette dans la Sambre à Jemeppe-sur-Sambre. 

## Géographie
L'Orneau prend sa source près du village de Meux et arrose les localités de Grand-Leez, Sauvenière, Gembloux, Grand-Manil, Mazy et Onoz. Il passe également à proximité des villages de Corroy-le-Château et Bossière. Il a plusieurs petits affluents dont la Gette et le Baudecet, à Sauvenière, l'Arton entre Grand-Manil et Mazy et la Ligne, à Mazy.
Son bassin versant est limité au nord par une ligne de crête séparant les bassins de la Meuse et de l'Escaut.

## Patrimoine
- L'Orneau traverse Gembloux mais est recouvert sur la plus grande partie de son parcours dans le centre-ville.
- À hauteur du hameau d'Al Vau (Mazy) il crée des affleurements permettant de voir la discordance entre le massif du Brabant et les roches du synclinorium de Namur.
- À Falnuée (Mazy), il reçoit la Ligne près d'une ancienne ferme (château-ferme de Falnuée). Un peu plus loin, en entrant à Onoz, il coule au pied du château de Mielmont dans une vallée encaissée.
- À Onoz, il servait à actionner un moulin, encore visible et transformé en habitation privée
- Entre Onoz et Jemeppe-sur-Sambre, il creusa des grottes, dont la grotte de Spy où furent découverts des fossiles néandertaliens.
- La vallée de l’Orneau devait être empruntée par un projet de canal, proposé en 1829 par l'ingénieur Xavier Tarte, devant relier Louvain à Namur via la vallée de la Sambre et de la Dendre[1].
- En 1842, le même ingénieur demanda une concession de voie ferrée pour une compagnie privée, le Chemin de fer de Louvain à la Sambre dont la ligne devait relier Louvain à Ottignies, Gembloux et Jemeppe-sur-Sambre[1]. Ce projet, datant de 1842 ne sera pas réalisé.
- La ligne 144 (Gembloux - Jemeppe-sur-Sambre) emprunte la vallée de l’Orneau. Le projet date de 1873 ; la ligne, qui comporte un tunnel à Onoz, a été mise en service en 1877 ; elle est toujours en service mais n'accueille qu'un service très réduit de trains de voyageurs.

## Débit
Le débit moyen de la rivière mesuré à Onoz, entre 1999 et 2003 est de 1,8 m3/s. Durant la même période on a enregistré :
- Un débit annuel moyen maximal de 2,3 m3/s en 2002.
- Un débit annuel moyen minimal de 1,5/s en 2000[2].